# E-mu Systems
E-MU Systems was een Amerikaans bedrijf en producent van elektronische muziekinstrumenten zoals synthesizers en samplers.

## Geschiedenis
Het bedrijf werd in 1971 opgericht door Scott Wedge en Dave Rossum en startte aanvankelijk als producent van microprocessors. E-mu begon in de jaren daarna met de ontwikkeling van synthesizers, zoals een serie modulaire synthesizers en de Audity, een analoge synthesizer uit 1978.
Wedge en Rossum raakten geïnspireerd na een bezoek op een beurs door de Fairlight CMI en de Linn LM-1. De CMI en de LM-1 wekken hun klanken op via samples. Dit leidde tot de ontwikkeling van de Emulator. De Emulator is de naam van een serie van digitale sampling synthesizers waarmee musici geluiden en klanken kunnen opnemen (samplen) om deze vervolgens af te spelen als muzieknoten op het klavier. De eerste Emulator uit 1981 bevat een eenvoudige 8 bit-sampler met enkele filter.
In 1993 werd E-mu overgenomen door Creative Technology. In 1998 ging het bedrijfsonderdeel samen met Ensoniq, een andere fabrikant van synthesizers en samplers.
E-mu bracht midden jaren 2000 enkele softwaregebaseerde producten uit, zoals de Proteus X en de Emulator X. Beide zijn gericht op sampling.

## Producten

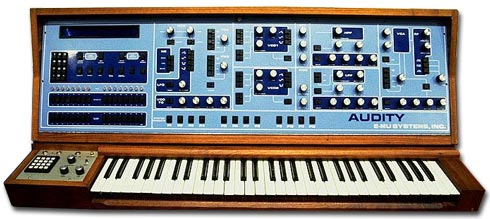
Audity (1978)

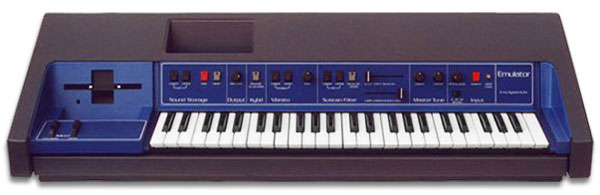
Emulator I (1981)

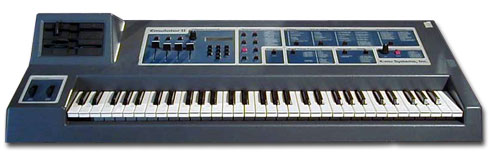
Emulator II (1984)

Een selectie van producten die E-mu in de loop der jaren heeft geproduceerd.
- E-mu Modular System (1973)
- Audity (1978)
- Emulator (1981)
- Emulator II (1984)
- SP-12 drum sampler (1985)
- Emulator III (1987)
- Proteus I (1989)
- Emulator IV (1994)
- Orbit 9090 V2 (1996)
- Proteus 2000 (1998)
- Emulator X (2004)
- Emulator X2 (2006)
- Proteus X (2006)

## Bekende artiesten
Enkele bekende bands en artiesten die op synthesizers van E-mu speelden zijn onder meer Depeche Mode, Enigma, Enya, Jean-Michel Jarre, Pet Shop Boys, Stevie Wonder, Tony Banks (Genesis), Yes en Vangelis.